# Гетеросфера

Шари Атмосфери. (not to scale)

Гетеросфера (від грец. ἑταῖρος — інший та σφαῖρα — куля) — неоднорідний шар атмосфери планети, де склад повітря змінюється при зміні висоти.
У атмосфері Землі гетеросфера розташована вище, ніж 100 км над поверхнею, над гомосферою, розділена гомопаузою.
На висотах до 60 км від земної поверхні гази атмосферного повітря існують у вигляді нейтральних молекул. Вище цієї висоти зростає концентрація електронів та іонів, з збільшенням висоти до складу атмосферного повітря входять вже не молекули газів, а їх атоми та іони.
Вище 100 км спостерігається значна зміна складу повітря за рахунок гравітаційного поділу газів. Відносний вміст важкого аргону при збільшенні висоти стає значно меншим. На склад повітря на цих висотах визначальне значення має дія сонячної радіації з довжиною хвилі менше 0,24 мкм, яка спричиняє дисоціацію кисню. На висоті близько 200 км молекул кисню стає мало, а концентрація атомного кисню стає порівняною з концентрацією азоту. На висотах вище 250–300 км азот перебуває у вигляді заряджених атомів.
На висотах 300–1000 км переважаючим компонентом стає атомний кисень з невеликою частиною атомного азоту. Тому відносна молекулярна маса повітря зменшується. Так на висоті 500 км вона становить 16 кг/моль замість 28,96 поблизу поверхні Землі. На висотах 700–800 км основними компонентами повітря стає атомарний кисень (до 90% за об'ємом) і атомарний азот (до 0,1%).
Вище 1000 км атмосфера складається в основному із заряджених атомів гелію та водню, а вище 3000 км переважає водень. Сильно розріджена атмосфера у вигляді заряджених атомів простягається до 20000-30000 км.